# Conselho do Comando Militar (Iêmen do Norte)
O Conselho do Comando Militar (CCM) foi uma junta militar nasserista composta por sete oficiais militares que governou a República Árabe do Iêmen entre 1974 e 1978.

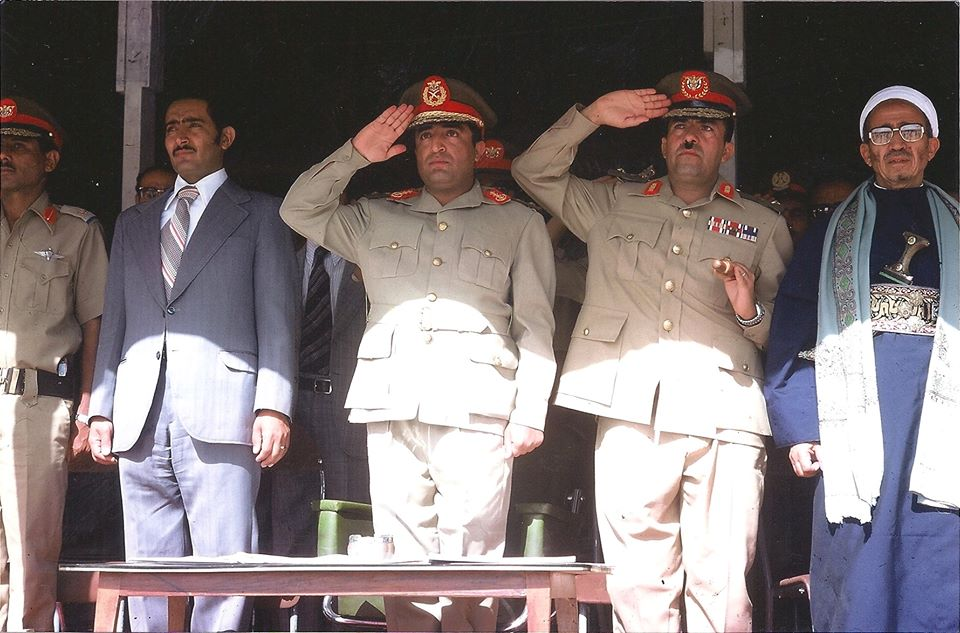
Dois líderes do CCM em momentos diferentes, Ibrahim al-Hamdi (esquerda) e Ahmad al-Ghashmi (direita) em um desfile militar em 1976. Ambos em uniforme militar.

## História
Os oficiais nasseristas ganharam poder político no Iêmen do Norte em 1962, quando o Reino do Iêmen sofreu um golpe de Estado contra o rei Muhammad al-Badr, desencadeando uma guerra civil que durou oito anos. Com grande custo para o país, os revolucionários acabaram vencendo a guerra e aboliram a monarquia iemenita.
Em 13 de junho de 1974, um golpe de Estado sem derramamento de sangue ocorreu na República Árabe do Iêmen: um grupo de oficiais militares derrubou o último líder civil iemenita, Abdul Rahman al-Eryani. A rádio estatal iemenita anunciou que havia sido criado um conselho de sete coronéis do exército iemenita, denominado Conselho do Comando Militar, que fora destinado a governar o país. O conselho era chefiado pelo coronel Ibrahim al-Hamdi, então organizador do golpe. Hamdi também passou a exercer as funções de presidente do Iêmen do Norte, cargo que assumiu formalmente em 1975.
A junta do CCM implementou série de reformas ambiciosas, denominadas por Hamdi como "Iniciativa Corretiva Revolucionária". Uma das medidas adotadas foi a extinção do sistema de eleição indireta em áreas rurais, que havia sido utilizado pelo governo de Eryani e resultou na dominação do Parlamento por elites tribais. O CCM pôs fim a esse sistema para enfraquecer o poder das elites tribais iemenitas. Sob a liderança de Hamdi, a junta buscou implementar reformas sociais para modernizar a sociedade conservadora e tribal do Iêmen, estabelecendo uma série de comitês para garantir sua implementação. A junta combateu a corrupção, iniciou um grande plano de infraestrutura, buscou educar a população, destinando 31% do orçamento anual do país à educação, e reorganizou o exército. No entanto, sob o CCM e Hamdi, o papel do exército no sistema político e na vida pública se expandiu: a intervenção militar na vida política retornou e o governo militar se tornou uma característica do sistema político.
A junta do Iêmen do Norte buscou se aproximar do Iêmen do Sul. Por exemplo, em fevereiro de 1977, foi assinado o "Acordo de Kataba", que estabelecia a formação de um conselho iemenita integrado pelos presidentes Ibrahim al-Hamdi e Salim Rubai Ali para discutir e resolver todos os problemas fronteiriços que afetassem o povo iemenita unido e coordenar esforços em todas as áreas, incluindo a política externa. No entanto, o presidente Hamdi foi assassinado em 10 de outubro de 1977, presumivelmente por um agente saudita, já que a Arábia Saudita tinha seus próprios motivos para isso, como a oposição de Hamdi à influência saudita no Iêmen do Norte.
O tenente-coronel Ahmad al-Ghashmi foi eleito presidente de um Conselho Presidencial de três membros em 11 de outubro de 1977. O CCM emitiu um decreto em 6 de fevereiro de 1978 que estabelecia a criação de uma Assembleia Constituinte. Ghashmi foi eleito presidente pela Assembleia Popular Constituinte em 22 de abril de 1978. Pouco depois, em maio, o governo reprimiu uma rebelião militar liderada pelo major Aalim, resultando na morte de cerca de 50 pessoas. Sob Ghashmi, a junta mudou sua política: Ghashmi era um conservador que buscava reverter as reformas de Hamdi e se aproximar novamente da Arábia Saudita. Entretanto, o mandato de Ghashmi sobre a junta durou ainda menos: ele foi assassinado apenas 8 meses após assumir o poder, em Saná, em 24 de junho de 1978, e um agora reduzido Conselho do Comando Militar de apenas três membros, liderado por Abdel Karim al-Arashi, assumiu o controle do governo em 25 de junho de 1978.
A Assembleia Popular Constituinte elegeu o tenente-coronel Ali Abdullah Saleh como presidente em 17 de julho de 1978. Em 10 de agosto de 1978, seu governo condenou à morte 30 oficiais militares por participação na rebelião militar de maio de 1978. O presidente Saleh reprimiu uma rebelião militar em 15 de outubro de 1978, e 21 indivíduos foram executados por participação na rebelião militar em 27 de outubro e 15 de novembro de 1978. Aproximadamente 150 pessoas morreram em violência política entre abril de 1970 e dezembro de 1978. Saleh reverteu as reformas de Hamdi. Embora todos estivessem certos de que Saleh não permaneceria no poder por muito tempo, para surpresa de todos, ele conseguiu se consolidar no poder e se manter nele por décadas. Durante o governo de Saleh, o regime governante se transformou gradualmente de um sistema de governo coletivo sob a direção de um conselho de oficiais militares para uma ditadura autoritária de Saleh com seu culto à personalidade. De fato, o CCM deixou de existir ou desempenhar qualquer papel importante depois que Saleh chegou ao poder.